# Halictus inpilosus
Halictus inpilosus är en biart som beskrevs av Ebmer 1975. Halictus inpilosus ingår i släktet bandbin, och familjen vägbin. Inga underarter finns listade i Catalogue of Life.